# Entierro de Cristo (Badalocchio)
El entierro de Cristo es un cuadro del pintor italiano Sisto Badalocchio en el que se describe el muy popular tema pictórico del Santo Entierro, desarrollado desde la Edad Media, con un nuevo empuje en el Renacimiento italiano.
El cuadro representa a los siete personajes tradicionales de la escena, además del propio Jesús fallecido, divididos en dos escenas, la de las vírgenes lamentándose y la de los que trasladan el cuerpo, más dinámicos en su descripción.
Badalocchio tiene otra obra de esta temática en la National Gallery.